# Katharina von Bora

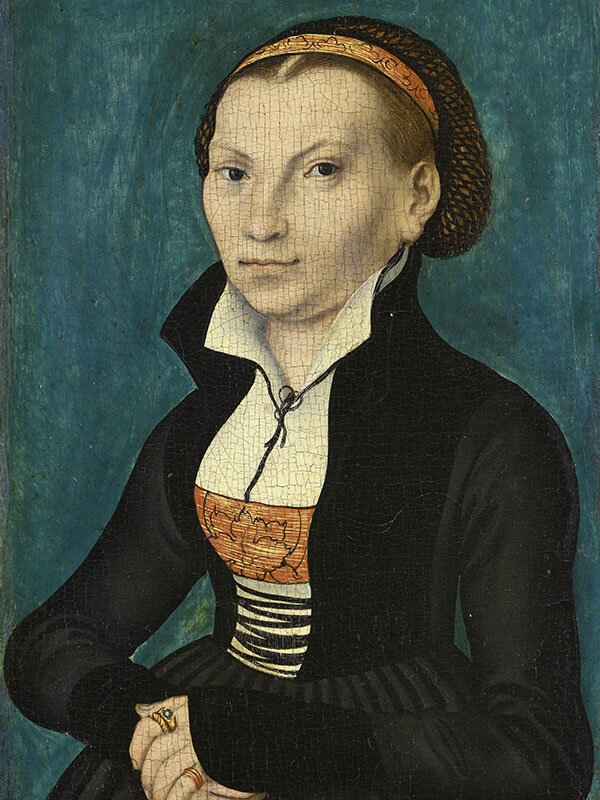
Katharina von Bora (Gemälde von Lucas Cranach dem Älteren, 1526)

Katharina von Bora, nach der Heirat Katharina Luther (* 29. Januar 1499 in Lippendorf; † 20. Dezember 1552 in Torgau), war eine sächsische Adelige und Zisterzienserin. Mit 26 Jahren heiratete sie den deutschen Reformator Martin Luther. Später wurde sie deshalb auch die Lutherin genannt.

## Leben

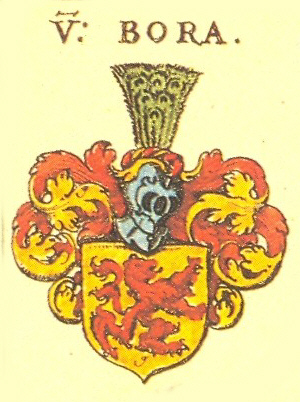
Wappen der Familie von Bora

### Herkunft

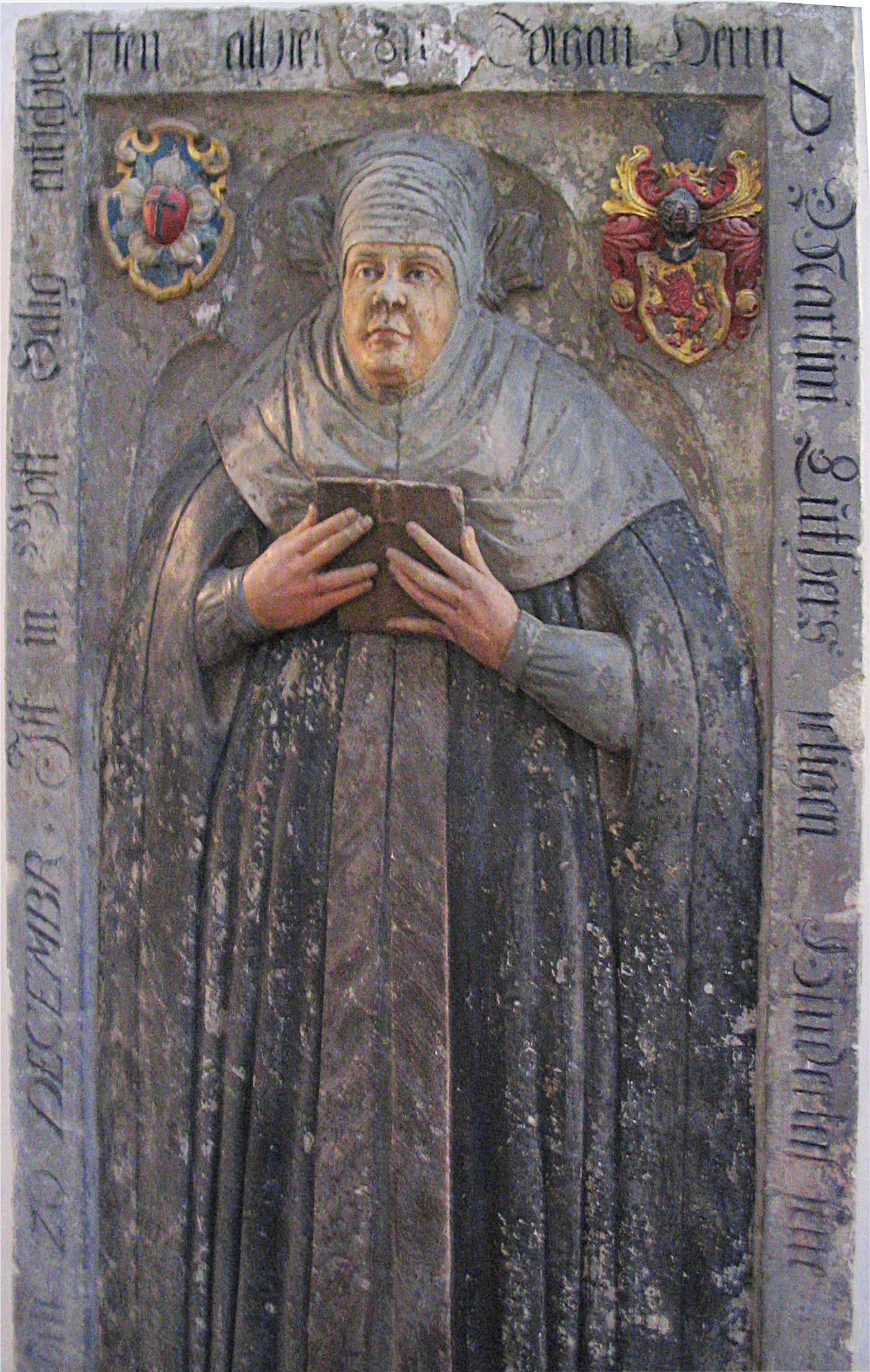
Katharina von Bora, Epitaph in der Marienkirche in Torgau

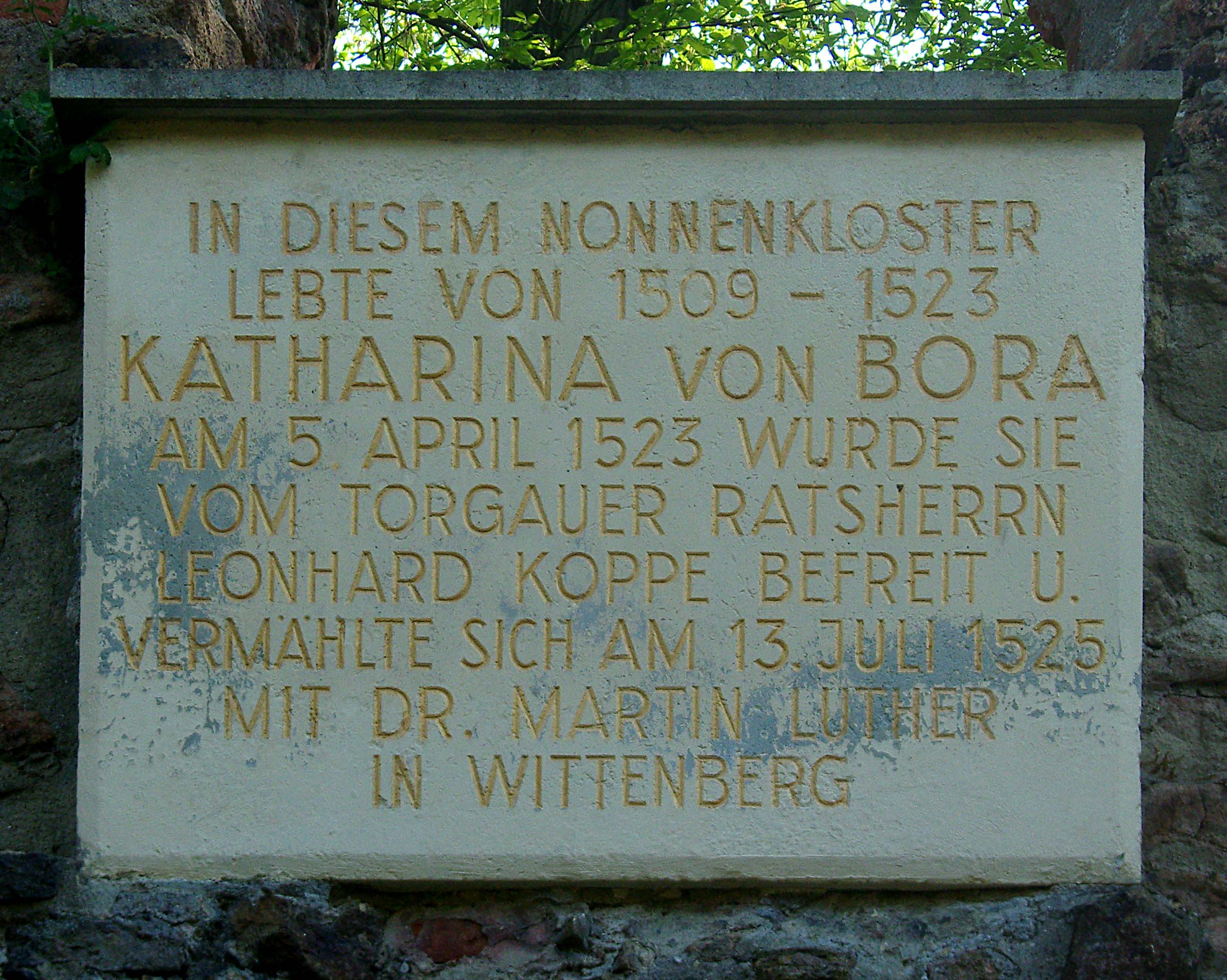
Gedenktafel im Kloster Nimbschen

Katharina von Bora stammte aus einer Familie des sächsischen Landadels. Nach allgemeiner Überzeugung wurde sie am 29. Januar 1499 geboren; urkundlich belegt ist dieses Datum nicht. Wegen der weiten Verzweigung ihrer Familie und der Unsicherheit bezüglich der Namen der Eltern Katharinas bestehen unterschiedliche Auffassungen über ihren Geburtsort. Lange Zeit wurde unwidersprochen angenommen, dass ihr Geburtsort das Gut Lippendorf (Ortsteil von Neukieritzsch) bei Leipzig sei. An dieser Auffassung wird in der genealogischen Fachliteratur weiterhin festgehalten. Danach war Katharina wohl die Tochter des nur 1500 und 1505 sicher belegten Johan von Bora auf Lippendorf und seiner ebenfalls nur 1500 und 1505 erwähnten Ehefrau Margarete, die einer sonst unbekannten niederschlesischen Familie im Fürstentum Sagan entstammte. Katharina hatte zwei Schwestern und drei Brüder.
Im Gegensatz dazu gibt es in historischen Romanen und Erzählungen sowie in einem Beleg des Sächsischen Staatsarchivs Leipzig die Darstellung, dass sie in Hirschfeld bei Nossen geboren worden sei und dass ihre Eltern ein Hans von Bora zu Hirschfeld und eine Anna geborene von Haugwitz gewesen seien. Das damalige 800 Jahre alte romanische Taufbecken aus Stein aus der Hirschfelder Kirche, das heute im Kreuzgang des Freiberger Domes steht, wird mit ihr in Verbindung gebracht. Hans und Elisabeth Pflugk werden als bisher urkundlich nicht belegte Urgroßeltern von Katharina von Bora angenommen.

### Jugend und Erziehung
Einigkeit besteht erst darüber, dass ihr Vater sie Ende 1504 zur Erziehung in das Augustinerinnen-Chorfrauenstift St. Clemens nach Brehna gab, wie einem Brief von Laurentius Zoch an Martin Luther vom 30. Oktober 1531, dem einzigen Beleg über den Aufenthalt Katharina von Boras im Brehnaer Kloster, zu entnehmen ist.

### Zisterzienserin
Im Zisterzienserinnenkloster Marienthron in Nimbschen bei Grimma, wo auch ihre Tante Margarethe von Haubitz, die Äbtissin des Klosters, lebte, ist sie durch eine Verpflegungsliste seit 1509/1510 nachgewiesen. Dort lernte sie Lesen, Schreiben und Singen, womit sie vermutlich bereits in Brehna begonnen hatte, sowie etwas Latein. Weiterhin lernte sie dort auch die betriebswirtschaftlichen Abläufe der Landwirtschaft kennen. Im Jahre 1515, zum frühestmöglichen Termin, legte sie ihr Gelübde als Nonne ab.
Auf der Wartburg verfasste Martin Luther die Schrift De votis monasticis, ein Gutachten (iudicium) über die Verbindlichkeit von Klostergelübden. Diese sollte den Ordensleuten, die erwogen, ihr Kloster zu verlassen, Hilfestellung bieten. Viele Mönche und Nonnen verließen ihre Klöster aus den unterschiedlichsten Beweggründen, wobei Luthers Argumentation, warum die Gelübde nicht bindend seien, auch eine Rolle spielte. Unter Mithilfe des Torgauer Ratsherrn Leonhard Köppe verließ Katharina von Bora zusammen mit Magdalena von Staupitz und weiteren Zisterzienserinnen Ostern 1523 das Kloster Marienthron. Die Flucht war sowohl für die Helfer als auch für die Nonnen gefährlich, weshalb der Transport heimlich und versteckt erfolgte. Sie gelangten mittellos über Torgau nach Wittenberg. Weil sie aus verschiedenen Gründen nicht zu ihren Familien zurückkehren konnten, brachte Luther die Frauen bei seinen Freunden in Wittenberg unter und vermittelte ihnen „ehrenwerte Männer“ als Ehemänner und Ernährer.
Katharina von Bora wurde zuerst im Haus des Stadtschreibers und späteren Bürgermeisters (von 1530 bis 1543) Philipp Reichenbach aufgenommen und fand später bei Lucas Cranach dem Älteren Unterkunft, von dem die bekanntesten Porträts Katharinas und Luthers stammen. Als König Christian II. von Dänemark 1523 im Hause Cranach weilte, erhielt Katharina von Bora von ihm einen goldenen Ring. Sie war mit Barbara und Lucas Cranach in enger Freundschaft verbunden. Sie waren gegenseitig Taufpaten der Kinder.

### Ehe mit Luther (1525–1546)
Nachdem sie den Wittenberger Studenten Hieronymus Baumgartner aus Nürnberg nicht hatte heiraten dürfen, da dessen Eltern der Heirat mit einer entlaufenen Nonne nicht zustimmten, und auch Luthers Vermittlungsversuch mit Kaspar Glatz am Widerstand der jungen Frau gescheitert war, wurde ihre Vermittlung schwierig. Luther selbst war bislang Junggeselle geblieben und zunächst an Ave von Schönfeld interessiert. Nachdem diese entschieden hatte, Basilius Axt zu heiraten, entschlossen sich Luther und Katharina von Bora zur Eheschließung, wobei die Initiative von Katharina ausging, was für die damalige Zeit sehr ungewöhnlich war.
Das Ehepaar Cranach geleitete Katharina von Bora an ihrem Hochzeitstag am 13. Juni 1525 ins Schwarze Kloster Wittenberg. Dort wurden Katharina von Bora und Martin Luther von Johannes Bugenhagen im Beisein des befreundeten Justus Jonas getraut. Die Hochzeitsfeier fand am 27. Juni 1525 statt. Das Paar richtete sich in diesem ehemaligen Augustinerkloster in Wittenberg ein, das Kurfürst Johann der Beständige den Reformatoren zur Verfügung gestellt hatte. Katharina von Bora verwaltete und bewirtschaftete die umfangreichen Ländereien, betrieb Viehzucht und eine Bierbrauerei, um Luther, seine Studenten und Gäste zu verköstigen. In Zeiten der Pest führte sie zudem ein Hospiz, in dem sie mit anderen Frauen Kranke pflegte.
Katharina half Martin Luther mit seinen persönlichen Problemen. Durch die Beherbergung von Studenten, die zahlreiche seiner Aussprüche aufschrieben, beugte sie wirtschaftlichen Nöten vor. Luther nannte seine Frau aufgrund ihrer entschlossenen Art auch mein Herr Käthe. Sie betreute auch den finanziellen Teil zu Drucklegungen der Lutherschriften und erwarb sich Respekt in geistreichen und schlagfertigen Beiträgen zu Tischgesprächen und in Briefen.
Luther kaufte seiner Frau in Zöllsdorf ganz in der Nähe von Lippendorf einen Witwensitz. Daran erinnert ein Denkmal in der Gemeinde südlich von Leipzig.

#### Kinder (1526–1534)
Katharina und Martin Luther hatten sechs Kinder. Am 7. Juni 1526 kam ihr Sohn Johannes (Hans) († 27. Oktober 1575 in Königsberg) zur Welt, ihm folgten am 10. Dezember 1527 die Tochter Elisabeth, die im frühen Kindesalter am 3. August 1528 starb, am 4. Mai 1529 die Tochter Magdalena († 20. September 1542 in Wittenberg), am 7. November 1531 der Sohn Martin († 4. März 1565 in Wittenberg), am 28. Januar 1533 Paul († 8. März 1593 in Leipzig) und am 17. Dezember 1534 Margarethe († 1570 in Mühlhausen, Herzogtum Preußen).

#### Haushalt und -wirtschaft
Die erste Zeit lebte das Ehepaar Luther in sehr bescheidenen Verhältnissen, hart an der Grenze zur wirklichen Armut. Dann setzte Georg Spalatin sich beim Kurfürsten dafür ein, dass aus dessen Kasse ein Jahresgehalt von 200 Gulden für Luther und auch für Philipp Melanchthon gezahlt wurde. So konnten die Luthers später einen Kutscher für die Transporte einstellen, ferner den Schweinehirten Johann, der sich um das Vieh kümmerte. In der Küche war die Köchin Dorothea angestellt. Hinzu kamen zeitweilig Tagelöhner. Insgesamt waren es ungefähr zehn Bedienstete. Einige hatten im Lutherhaushalt eine Schlafstatt, andere lebten in der Stadt. Veit Dietrich leitete im Lutherhaushalt die studentische Burse, in den Quellen ist ein heftiger Streit über Fragen der Abrechnung mit Katharina von Bora dokumentiert. Die Verantwortung für den gemeinsamen Haushalt, der durch die vielfältigen Aktivitäten Katharina Luthers letztlich die Größe eines mittelständischen Betriebs annahm, oblag ihren Händen. Luther überließ seiner „Herrin“ diese Aufgaben und trat im Haushalt meist nur dann in Erscheinung, wenn es um juristische Formalia ging.
Martin Luthers erste Maßnahme war, eine Braustätte an der Gartenseite des Anwesens für seine Frau Katharina zu errichten, gebraut wurde mit dem Wasser einer eigenen Quelle. Luther mochte das Bier seiner Frau, und dieses Bier wurde auch gewinnbringend verkauft. Das Bier (Kovent) war nicht sehr stark eingebraut und wurde, wie im Spätmittelalter üblich, zu allen Mahlzeiten gereicht. Später versorgte sich die Familie Luther auch beim Hopfen selbst, denn vor dem Elstertor besaß sie seit etwa 1543 einen kleinen Garten, in dem der Hopfen angebaut wurde.

### Nach Luthers Tod (1546)

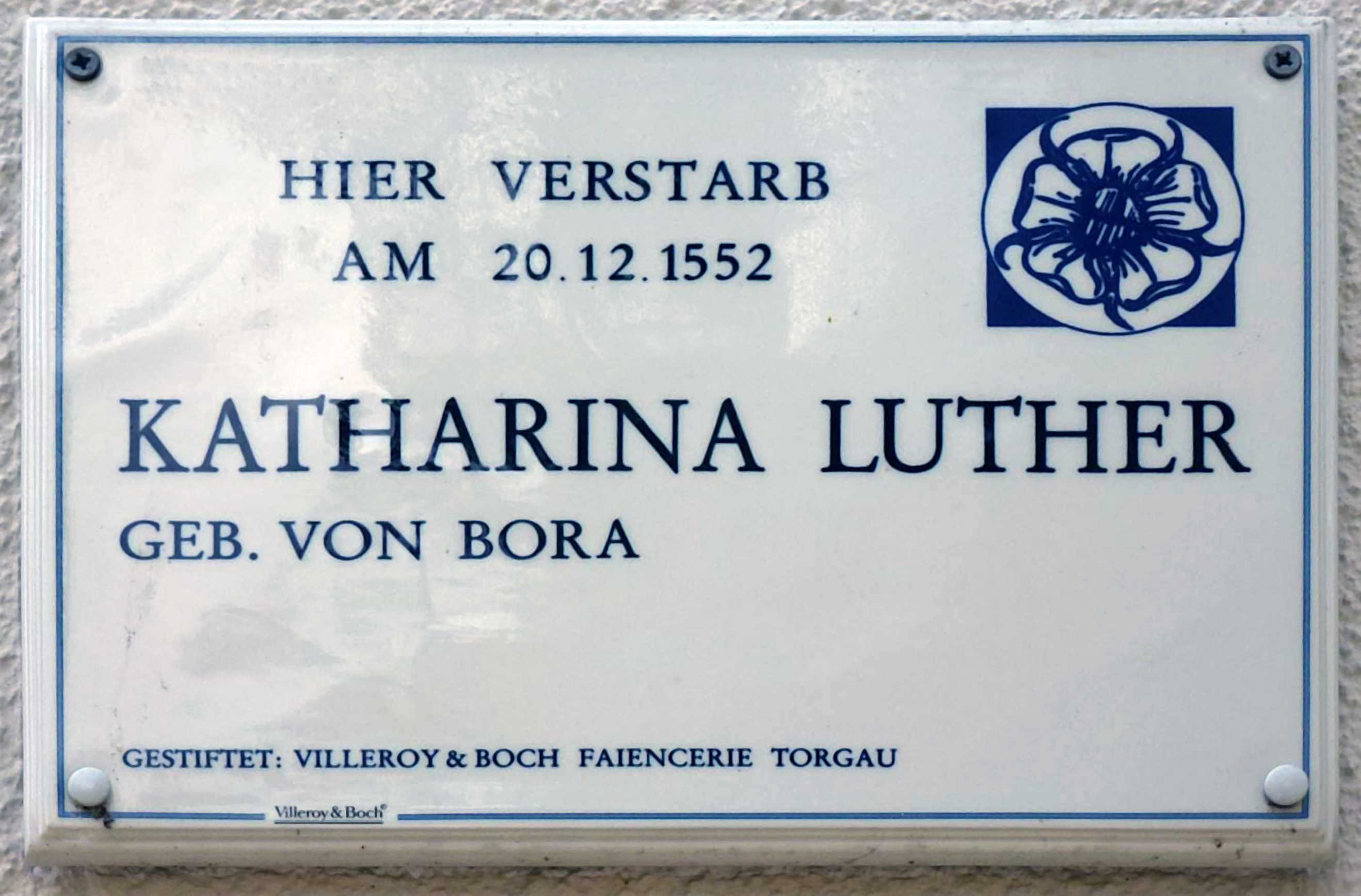
Tafel am Sterbehaus in Torgau

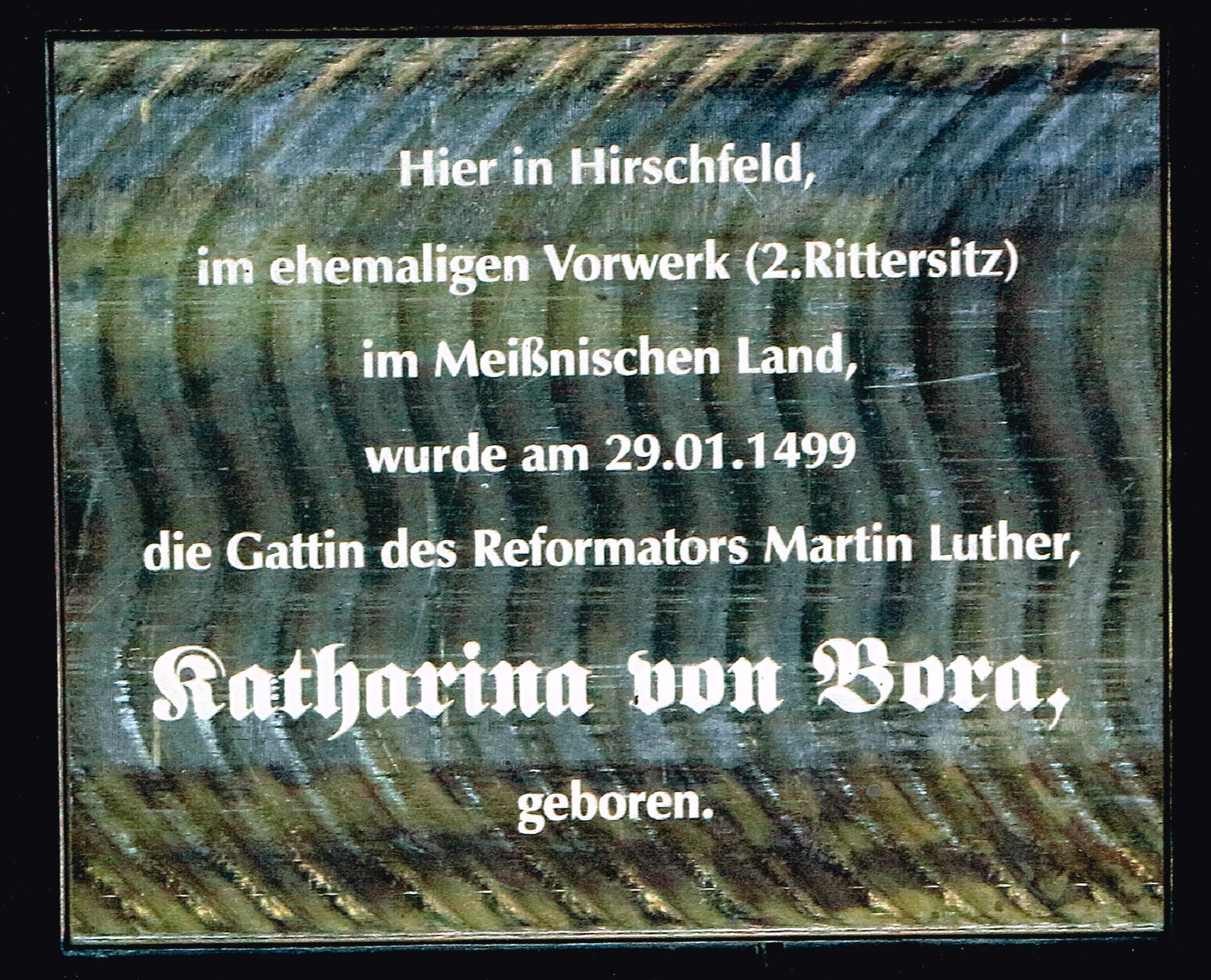
Tafel zum angeblichen Geburtsort der Katharina von Bora in Hirschfeld bei Nossen

Luthers Tod brachte Katharina von Bora in eine wirtschaftlich prekäre Situation. Der Ehevertrag, den er von seinem Trauzeugen, dem Jura-Professor Johann Apel, 1525 zugunsten seiner Frau als Alleinerbin hatte aufsetzen lassen und den er im Wittenberger Testament 1542 bestätigt hatte, wurde zunächst nicht anerkannt, da er dem geltenden Sachsenspiegel widersprach. Erst ein Machtwort des Kurfürsten Johann Friedrich I. von Sachsen sicherte ihr wesentliche Teile der Erbschaft und der Rechte. So konnte sie in dem alten Klosterbau bleiben. Sie wurde unter anderem von Herzog Albrecht von Preußen und König Christian III. von Dänemark finanziell unterstützt.
Sie floh 1546 vor dem Schmalkaldischen Krieg mit ihren Kindern nach Magdeburg und kehrte im Juli 1547 nach Wittenberg zurück. Ihre Gebäude und Ländereien waren zwar verwüstet, aber nicht zerstört. Sie geriet durch die finanziellen Belastungen des Wiederaufbaus in wirtschaftliche Not. Dank der Unterstützung der genannten Fürsten stabilisierte sich ihre Lage.
1552 verließ sie Wittenberg wegen einer Pestepidemie und Missernten und floh mit ihren Kindern nach Torgau, vor dessen Toren ihr Fuhrwerk verunglückte. Dabei erlitt sie vermutlich eine  Beckenfraktur sowie innere Verletzungen und zog sich durch den Sturz in kaltes Wasser eine Erkältung zu. Die folgenden drei Monate war sie in einem Haus nahe der Torgauer Residenz bettlägerig. Während ihrer letzten Lebensmonate erlebte sie noch den 18. Geburtstag ihrer Tochter Margarethe, von der sie vermutlich zu dieser Zeit auch gepflegt wurde, sowie die Verlobung ihres jüngsten Sohnes Paul mit der Torgauer Patriziertochter Anna von Warbeck. Am 20. Dezember 1552 starb Katharina von Bora an den Folgen des Unfalls.
In ihrem Sterbehaus befindet sich ein ihr gewidmetes Museum. Die genaue Grabstelle in der Torgauer Marienkirche ist unbekannt, doch ein Grabmonument erinnert an sie.

## Gedenktag
Folgende Kirchen erinnern am 20. Dezember an Katharina von Bora:
- Evangelische Kirche in Deutschland (Gedenktag im Evangelischen Namenkalender)[25]
- Evangelisch-Lutherische Kirche in Amerika[26]
- Lutherische Kirche – Missouri-Synode[27]
- Episkopalkirche der Vereinigten Staaten von Amerika[28]

## Ehrungen

### Kirchen

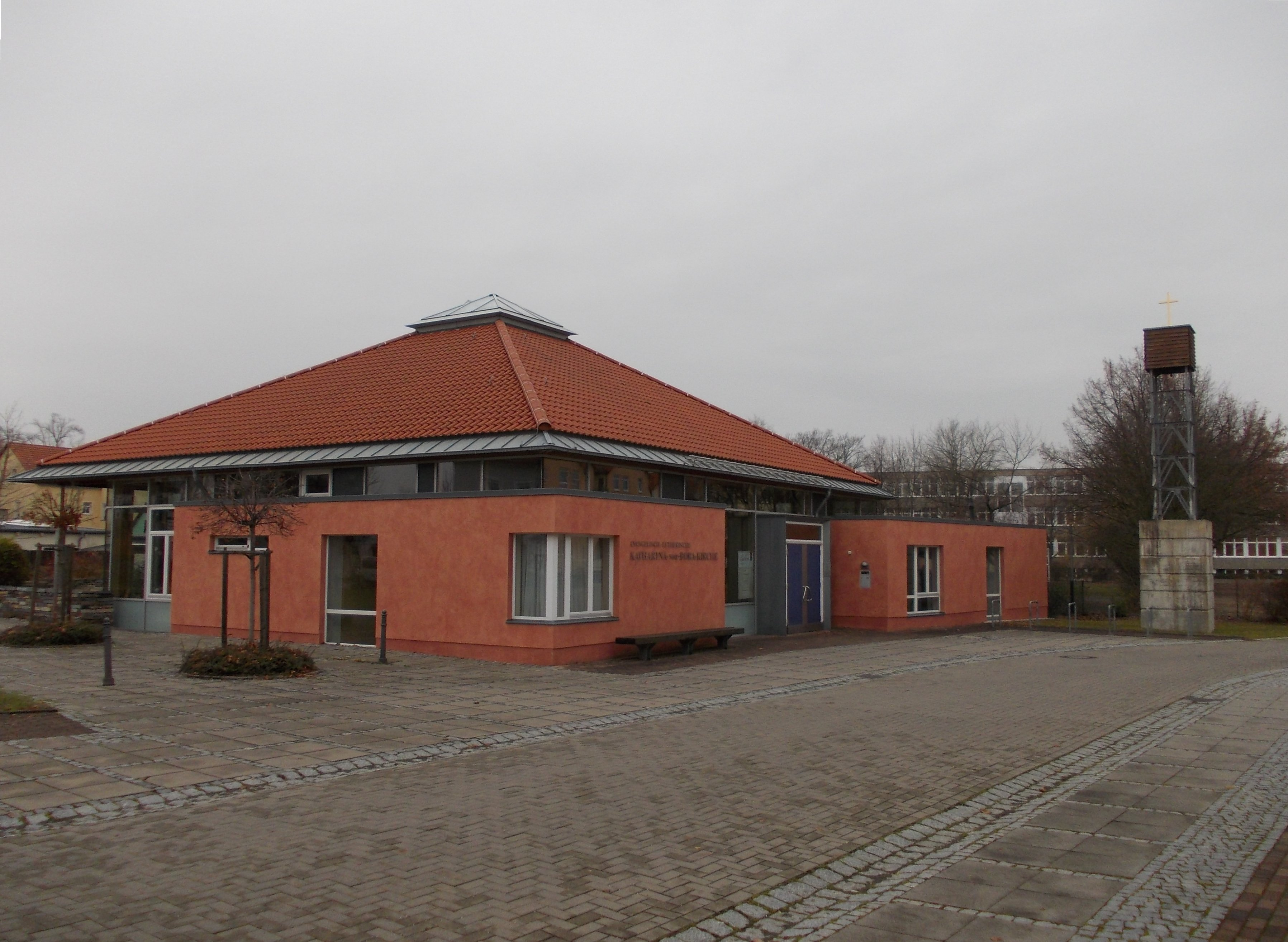
Katharina-von-Bora-Kirche in Neukieritzsch

Die Kirchen in Neukieritzsch, einer Station auf dem Lutherweg, in Werkleitz (Ortsteil von Barby) und in Bayreuth-Meyernberg, Filialkirche der Kirchengemeinde Lutherkirche, tragen ihren Namen. Die Katharinenkirche in Dillingen an der Donau ist ebenfalls nach ihr benannt, außerdem die Kapelle in Deitersen. Zudem gibt es in Itzum eine Gemeinde, die Katharina-von-Bora-Gemeinde. Ebenso besteht eine Gemeinde in Coburg. 

### Schulen
Eine Grundschule in Wittenberg sowie die Oberschule in Torgau tragen ihren Namen. Seit 2013 heißt auch das Evangelische Schulzentrum Demmin nach Katharina von Bora. Im Schuljahr 2017/2018 ist in Haltern am See aus den ehemaligen Grundschulen Martin Luther und Freiherr von Eichendorff die Katharina-von-Bora-Schule entstanden.

### Straßen
Straßen, die nach Katharina von Bora benannt sind, gibt es in Grimma, Berlin, Freiburg im Breisgau, Buch am Forst, Cuxhaven, Chemnitz, Wittenberg und seit 2018 in Buchholz i.d.N. Außerdem wurde 2010 in München die früher nach dem protestantischen Landesbischof Hans Meiser genannte Meiserstraße in Katharina-von-Bora-Straße umbenannt. Der Entschluss war kontroversiell aufgrund von Boras antijüdischer Haltung. Die Süddeutsche Zeitung rief Stellen aus der Korrespondenz des Ehepaars in Erinnerung und meinte, die Frau Martin Luthers dürfe „noch judenfeindlicher als ihr Mann gewesen sein“. Kritiker sahen im Namenswechsel den Tausch eines Antisemiten gegen eine andere.

### Denkmäler
Am 26. Juni 1992 wurde in Ludwigshafen am Rhein auf dem Platz der ehemaligen Lutherkirche der Lutherbrunnen eingeweiht, der neben Martin Luther auch Katharina von Bora zeigt. Nach Aussage des Bildhauers Gernot Rumpf hat er selbst Martin Luther geschaffen und Barbara Rumpf die Figur der Katharina von Bora. Die sechs Küken auf dem Rücken der Figur sollen die sechs Kinder Boras repräsentieren. Die Figur ist zudem mit Kochlöffel und Lauch dargestellt, womit ihre Rolle als Managerin des Lutherhaushalts herausgestellt werden soll, in dem zahlreiche Menschen beherbergt und verköstigt wurden.
In Wittenberg wurde zu ihrem 447. Todestag am 20. Dezember 1999 ein Denkmal für Katharina von Bora enthüllt. Die von der Bielefelder Bildhauerin Nina Koch geschaffene zwei Meter hohe Bronzeplastik zeigt die ehemalige Nonne, wie sie zielbewusst durch einen Rahmen schreitet, was die Bildhauerin kommentierte mit: „Mich hat besonders ihr Schritt aus dem Kloster in eine vollkommen unsichere Zukunft fasziniert.“ Das Denkmal, das rund 80.000 DM kostete, war das erste errichtete Standbild für eine Frau des reformatorischen Zeitalters in Deutschland.

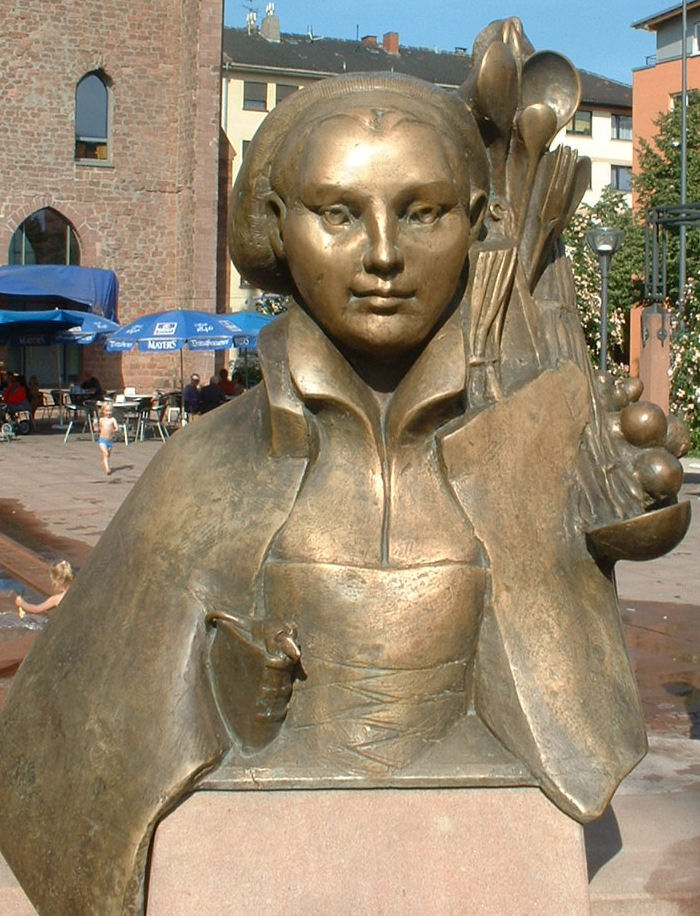
Figur der Katharina von Bora am „Lutherbrunnen“ von Barbara Rumpf in Ludwigshafen, 1992
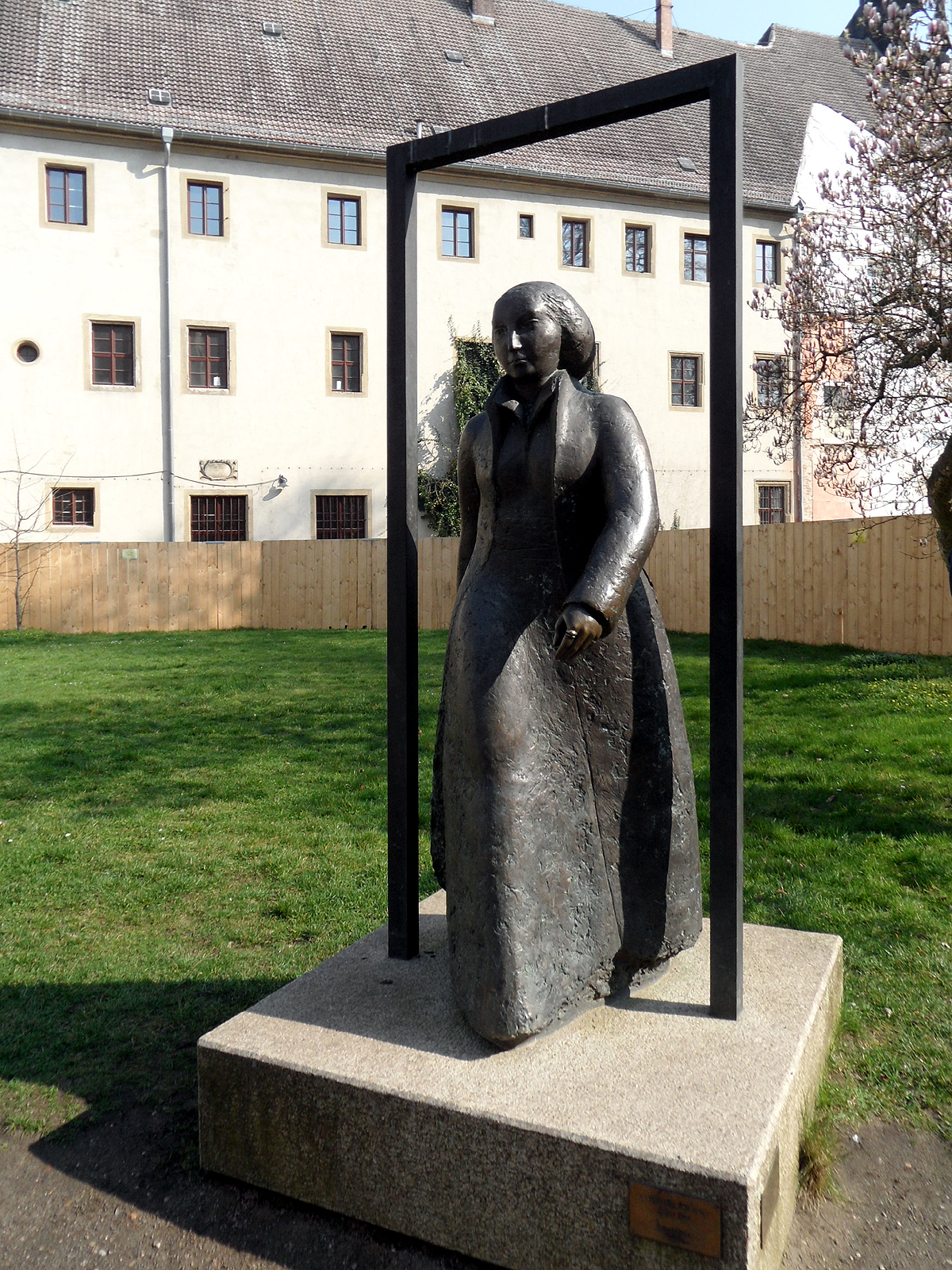
Denkmal für Katharina von Bora in Wittenberg von Nina Koch, 1999
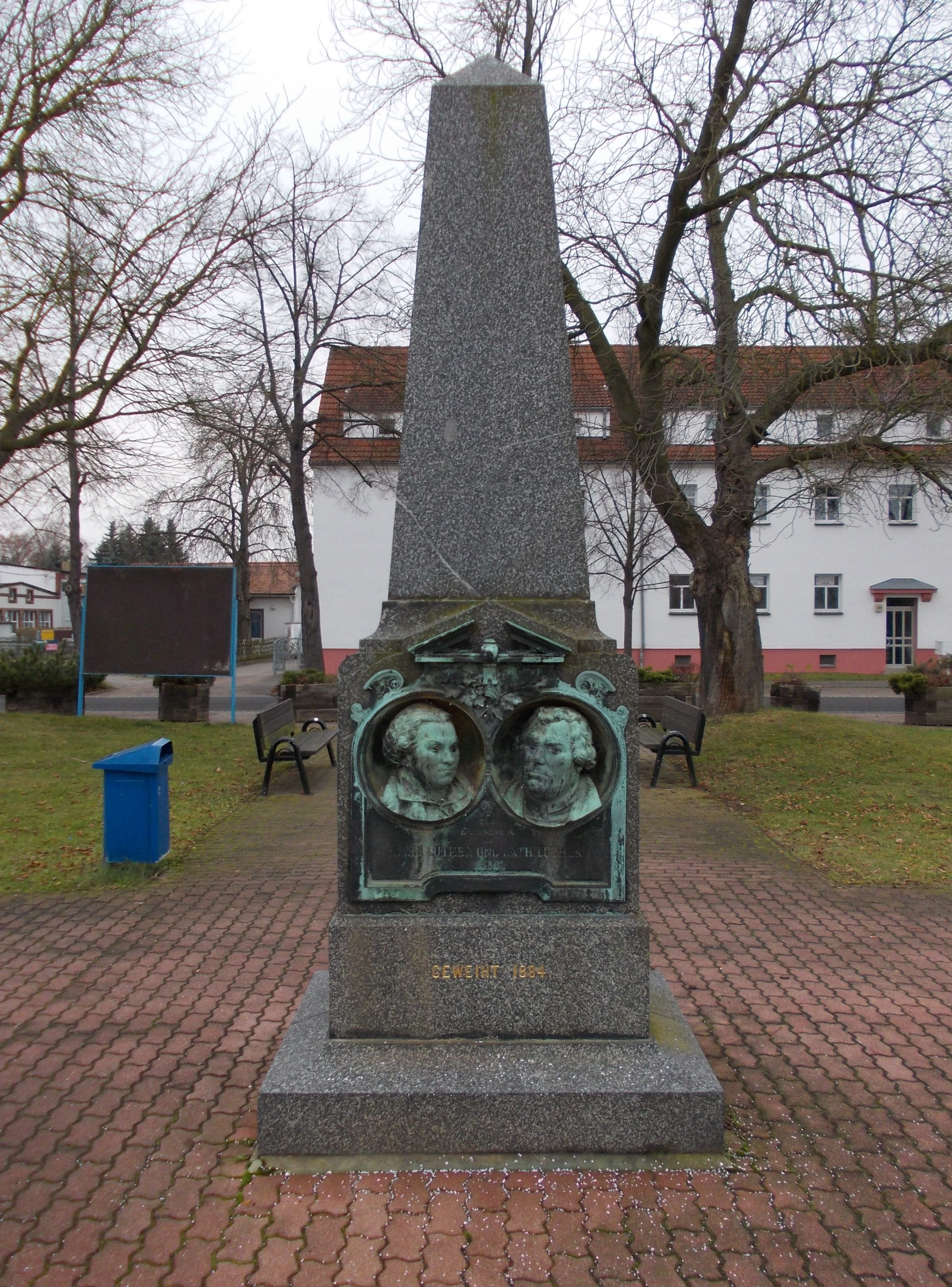
Denkmal für Martin und Katharina Luther in Neukieritzsch

### Weitere Einrichtungen
Heime, Häuser, Gemeindezentren sowie andere soziale und kirchliche Einrichtungen, die nach Katharina von Bora benannt sind, gibt es unter anderem in Alfter-Oedekoven, Berg, Böblingen-Dagersheim, Berlin-Weißensee, Bochum, Borgentreich, Braunschweig („Katharina von Bora-Gemeinde“), Bruchsal, Coburg, Dormagen, Dudenhofen, Düsseldorf, Ebersberg, Freiburg-Hochdorf, Fürstenwalde/Spree, Gifhorn, Groitzsch, Hannover, Holzwickede, Itzum, Kassel, Kusel, Köln, Langenselbold, Leer, Litzendorf, Lübeck, Markkleeberg, Osnabrück, Vaterstetten, Versmold, Viersen-Süchteln und Vorst.

### Katharina-von-Bora-Preis
Von 2011 bis 2016 vergab die sächsische Stadt Torgau jährlich den mit 3000 Euro dotierten Katharina-von-Bora-Preis als Anerkennung für „herausragendes weibliches Engagement“ zur Förderung eines gemeinnützigen Projekts. Seit 2020 wird der Preis gemeinsam mit dem Freistaat Sachsen vergeben.

### Sonderbriefmarke

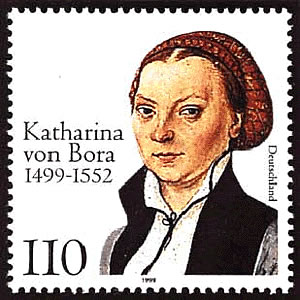
500 Jahre Katharina von Bora: Deutsche Sonderbriefmarke von 1999

Die Deutsche Post widmete 1999 zum 500. Geburtstag Katharina von Boras eine Briefmarke im Wert von 110 Pfennig nach einem Gemälde Lucas Cranachs d. Ä.

## Filme

### Filmdokumentationen
- Katharina von Bora. Nonne, Geschäftsfrau, Luthers Weib. Szenische Dokumentation von Lew Hohmann und Dirk Otto. Mit Nicole Janze als junge und Kati Grasse als ältere Katharina von Bora. Deutschland 2009, ca. 45 Minuten.[40]
- Luther und die Frauen. Reportage und Dokumentation über das Leben und Wirken der Katharina von Bora und ihrer Zeitgenossinnen. Buch und Regie: Gabriele Rose. Deutschland 2017, 30 Minuten.[41]

### Spielfilme
- Im Spielfilm Luther (2003) von Eric Till über die Lebensgeschichte des Kirchenreformators wird Katharina von Bora dargestellt von Claire Cox. Koproduktion USA, Deutschland, Großbritannien 2003, 118 Minuten
- TV-Film Katharina Luther mit Karoline Schuch in der Titelrolle. Regie: Julia von Heinz. Deutschland 2017, 105 Minuten. TV-Premiere im Ersten am 22. Februar 2017.[42][43]

## Belletristik
- Oswald Rathmann: Gertraud Bernhardi, die erste Pfarrfrau nach der Reformation, Katharina von Boras seltsames Osterfest, Die Flucht der neun Nonnen aus dem Kloster Nimbschen. Evangelische Verlagsanstalt, Berlin 1965.
- Christine Brückner Bist du sicher, Martinus? Die Tischreden der Katharina Luther, geborene von Bora. In: Wenn du geredet hättest, Desdemona. Ungehaltene Reden ungehaltener Frauen. Hoffmann und Campe, Hamburg 1983, S. 32ff.
- Asta Scheib: Kinder des Ungehorsams. Die Liebesgeschichte des Martin Luther und der Katharina von Bora. Deutscher Taschenbuch Verlag, München 1996, ISBN 3-423-12231-5.
- Lisbeth Haase: Katharina von Bora, Luthers Morgenstern zu Wittenberg. Christliches Verlagshaus, 1999, ISBN 3-7675-1172-X.
- Wolfgang Liebehenschel: Der langsame Aufgang des Morgensterns von Wittenberg. Eine Studie und eine Erzählung über die Herkunft von Katharina von Bora. dr. ziethen verlag, Oschersleben 1999, ISBN 3-932090-59-4.
- Eva Zeller: Die Lutherin. Spurensuche nach Katharina von Bora. Piper Verlag, München 2002, ISBN 3-492-23736-3.
- Ursula Koch: Rosen im Schnee. Katharina Luther, geborene von Bora – Eine Frau wagt ihr Leben. Brunnen-Verlag, 2004, ISBN 3-7655-1860-3.
- Ursula Koch: Verspottet, geachtet, geliebt – die Frauen der Reformatoren. Neukirchner Verlagsgesellschaft, 2015, ISBN 978-3-7615-6214-7 (Print) sowie ISBN 978-3-7615-6215-4 (E-Book)
- Karin Jäckel: Die Frau des Reformators. Das Leben der Katharina von Bora. (S. 605); Rowohlt, Reinbek 2006, ISBN 978-3-499-23946-5.
- Marianne Wintersteiner: Luthers Frau. Brunnen Verlag, Giessen 2008, ISBN 978-3-7655-4031-8.
- Sylvia Weigelt: Der Männer Lust und Freude sein. Frauen um Luther. Wartburg Verlag 2011, ISBN 978-3-86160-241-5.
- Eleonore Dehnerdt: Katharina – Die starke Frau an Luthers Seite. Brunnen Verlag, 2015, ISBN 978-3-7655-4274-9.
- Maria Regina Kaiser: Katharina von Bora & Martin Luther. Vom Mädchen aus dem Kloster zur Frau des Reformators. Herder, Freiburg/Basel/Wien 2016, ISBN 978-3-451-06883-6.